# Atlanta Open 1986
L'Atlanta Open 1986 è stato un torneo di tennis giocato sul sintetico indoor. È stata la 12ª e ultima edizione dell'Atlanta Open e faceva parte del circuito WCT inserito nel Nabisco Grand Prix 1986. Si è giocato ad Atlanta negli USA, dal 31 marzo al 6 aprile.

## Campioni

### Singolare
Kevin Curren ha battuto in finale  Tim Wilkison con il punteggio di 7–6 7–6

### Doppio
Andy Kohlberg /  Robert Van't Hof hanno battuto in finale  Christo Steyn /  Danie Visser con il punteggio di 6–2, 6–3